# Fußball-Weltmeisterschaft 1938/Italien
Dieser Artikel behandelt die italienische Fußballnationalmannschaft bei der Fußball-Weltmeisterschaft 1938.

## Qualifikation
Als Titelverteidiger war Italien automatisch qualifiziert.

## Aufgebot
| Name              | Verein zu WM-Beginn  | Geburtstag | Spiele   | Tore     | Platzverweise |
| Torhüter          | Torhüter             | Torhüter   | Torhüter | Torhüter | Torhüter      |
| ----------------- | -------------------- | ---------- | -------- | -------- | ------------- |
| Carlo Ceresoli    | FC Bologna           | 14.06.1910 | 0        | 0        | 0             |
| Guido Masetti     | AS Rom               | 22.11.1907 | 0        | 0        | 0             |
| Aldo Olivieri     | AS Lucchese Libertas | 02.10.1910 | 4        | 0        | 0             |
| Verteidiger       |                      |            |          |          |               |
| Alfredo Foni      | Juventus Turin       | 20.01.1911 | 3        | 0        | 0             |
| Eraldo Monzeglio  | AS Rom               | 05.06.1906 | 1        | 0        | 0             |
| Pietro Rava       | Juventus Turin       | 21.01.1916 | 4        | 0        | 0             |
| Mittelfeldspieler |                      |            |          |          |               |
| Miguel Andreolo   | FC Bologna           | 06.09.1912 | 4        | 0        | 0             |
| Aldo Donati       | AS Rom               | 29.09.1910 | 0        | 0        | 0             |
| Giovanni Ferrari  | Ambrosiana-Inter     | 06.12.1907 | 4        | 0        | 0             |
| Mario Genta       | CFC Genua            | 01.03.1912 | 0        | 0        | 0             |
| Ugo Locatelli     | Ambrosiana-Inter     | 05.02.1916 | 4        | 0        | 0             |
| Renato Olmi       | Ambrosiana-Inter     | 12.07.1914 | 0        | 0        | 0             |
| Mario Perazzolo   | CFC Genua            | 07.06.1911 | 0        | 0        | 0             |
| Pietro Serantoni  | AS Rom               | 11.12.1906 | 4        | 0        | 0             |
| Stürmer           |                      |            |          |          |               |
| Sergio Bertoni    | Pisa Calcio          | 23.09.1915 | 0        | 0        | 0             |
| Amedeo Biavati    | FC Bologna           | 04.04.1915 | 3        | 0        | 0             |
| Bruno Chizzo      | US Triestina         | 19.04.1916 | 0        | 0        | 0             |
| Gino Colaussi     | US Triestina         | 04.03.1914 | 3        | 4        | 0             |
| Pietro Ferraris   | Ambrosiana-Inter     | 15.02.1912 | 1        | 1        | 0             |
| Giuseppe Meazza   | Ambrosiana Inter     | 23.08.1910 | 4        | 1        | 0             |
| Piero Pasinati    | US Triestina         | 21.07.1910 | 1        | 0        | 0             |
| Silvio Piola      | Lazio Rom            | 29.09.1913 | 4        | 5        | 0             |
| Trainer           |                      |            |          |          |               |
| Vittorio Pozzo    | Vittorio Pozzo       | 12.03.1886 |          |          |               |

## Spiele der italienischen Mannschaft

### Achtelfinale
| 18.000 | Stade Vélodrome (Marseille) | Italien | Norwegen | Alois Beranek (Deutsches Reich) | 2:1 n. V. (1:1, 1:0) | 1:0 Ferraris (2.) 1:1 Brustad (83.) 2:1 Piola (94.) |

Weltmeister Italien musste sich gegen Norwegen durch die Extrazeit quälen. Lange führte das Team von Trainer Pozzo 1:0 durch Ferrari (2.). Doch sieben Minuten vor dem Abpfiff gelang Brustad der damals sensationelle Ausgleich. Erst als Piola das 2:1 für die Azzurri erzielte (94.), das über die Zeit gerettet werden konnte, waren die abwehrstarken Norweger besiegt.

### Viertelfinale
| 58.000 | Stade Olympique de Colombes (Paris) | Frankreich | Italien | Louis Baert (Belgien) | 1:3 (1:1) | 0:1 Colaussi (9.) 1:1 Heisserer (10.) 1:2 Piola (51.) 1:3 Piola (72.) |

Italien verwies in Paris den Veranstalter Frankreich mit 3:1 in die Grenzen.

### Halbfinale
| 30.000 | Stade Vélodrome (Marseille) | Italien | Brasilien | Hans Wüthrich (Schweiz) | 2:1 (0:0) | 1:0 Colaussi (51.) 2:0 Meazza (60. / Elfmeter) 2:1 Romeu (87.) |

Das zweite Semifinalspiel zwischen Italien und Brasilien war sehr eng. Brasilien (ohne Leonidas – eine Quelle sagt, er wurde geschont; eine andere, er war verletzt) musste kurz hintereinander die beiden entscheidenden Gegentore von Colaussi (55.) und Giuseppe Meazza (60., per Elfmeter) hinnehmen. Das Anschlusstor durch Romeo (87.) kam viel zu spät, als dass es einen Umschwung hätte bedeuten können. Ohne Leonidas war der Angriff gegen die kompakte Abwehr Italiens auch letztlich zu harmlos.

### Finale
| 60.000 | Stade Olympique de Colombes (Paris) | Ungarn | Italien | Georges Capdeville (Frankreich) | 2:4 (1:3) | 0:1 Colaussi (6.) 1:1 Titkos (8.) 1:2 Piola (16.) 1:3 Colaussi (35.) 2:3 Sárosi (70.) 2:4 Piola (82.) |

Im Finale trafen Italien (Stärken: Kampf, Erfolgsbessenheit, Cleverness) und Ungarn (Stärken: Technik, Eleganz, Angriff) aufeinander. Die favorisierten Italiener gingen schon nach sechs Minuten durch ihren Linksaußen Colaussi in Front. Ungarn glich umgehend durch seinen Linksaußen Titkos (8.) aus. Ein toller Spielzug über vier Stationen landete in der 16. Minute vor den Füßen des wohl besten Italieners, Silvio Piola. Seine ‚Bombe’ aus ca. 10 Metern schlug unhaltbar für Keeper Szabo ein. Auch beim vorentscheidenden 3:1 war Piola involviert. Sein Zuckerpass auf Colaussi nutzte dieser kaltblütig aus (35.). Dank seiner stabilen Abwehr überstand die Pozzo-Truppe auch die wütenden Angriffsversuche der Ungarn nach dem Seitenwechsel. Nicht verhindern konnten die Italiener jedoch das Anschlusstor zum 2:3 durch Ungarns Mannschaftskapitän Dr. Sarosi (70.). Wieder war es Piola, dessen kraftvoller Linksschuss zum 4:2 (80.) auch die letzten Hoffnungen der Magyaren zerstörte. 55.000 Zuschauer, die mehrheitlich den vermeintlich Schwächeren, das Team Ungarns, anfeuerten, mussten neidlos anerkennen, dass die bessere Mannschaft ihren Titel verteidigen konnte.